# さよならの夏 〜コクリコ坂から〜
「さよならの夏 〜コクリコ坂から〜」（さよならのなつ コクリコざかから）は、日本の歌手・手嶌葵の4枚目のシングル。2011年6月1日に、ヤマハミュージックコミュニケーションズより発売された。
タイトルトラックは2011年公開のスタジオジブリ映画『コクリコ坂から』の主題歌で、森山良子が1976年に歌った「さよならの夏」のカバー曲である。

## 収録曲
1. さよならの夏～コクリコ坂から～
作詞: 万里村ゆき子 / 作曲: 坂田晃一 / 編曲: 武部聡志
  - スタジオジブリ映画「コクリコ坂から」主題歌。
2. 朝ごはんの歌
作詞: 宮崎吾朗・谷山浩子 / 作曲: 谷山浩子 / 編曲: 武部聡志
  - スタジオジブリ映画「コクリコ坂から」挿入歌
3. 初恋の頃
作詞: 宮崎吾朗・谷山浩子 / 作曲: 谷山浩子 / 編曲: 武部聡志
  - スタジオジブリ映画「コクリコ坂から」挿入歌
4. さよならの夏～コクリコ坂から～ （オリジナル・カラオケ）